# 베르켐생타가트

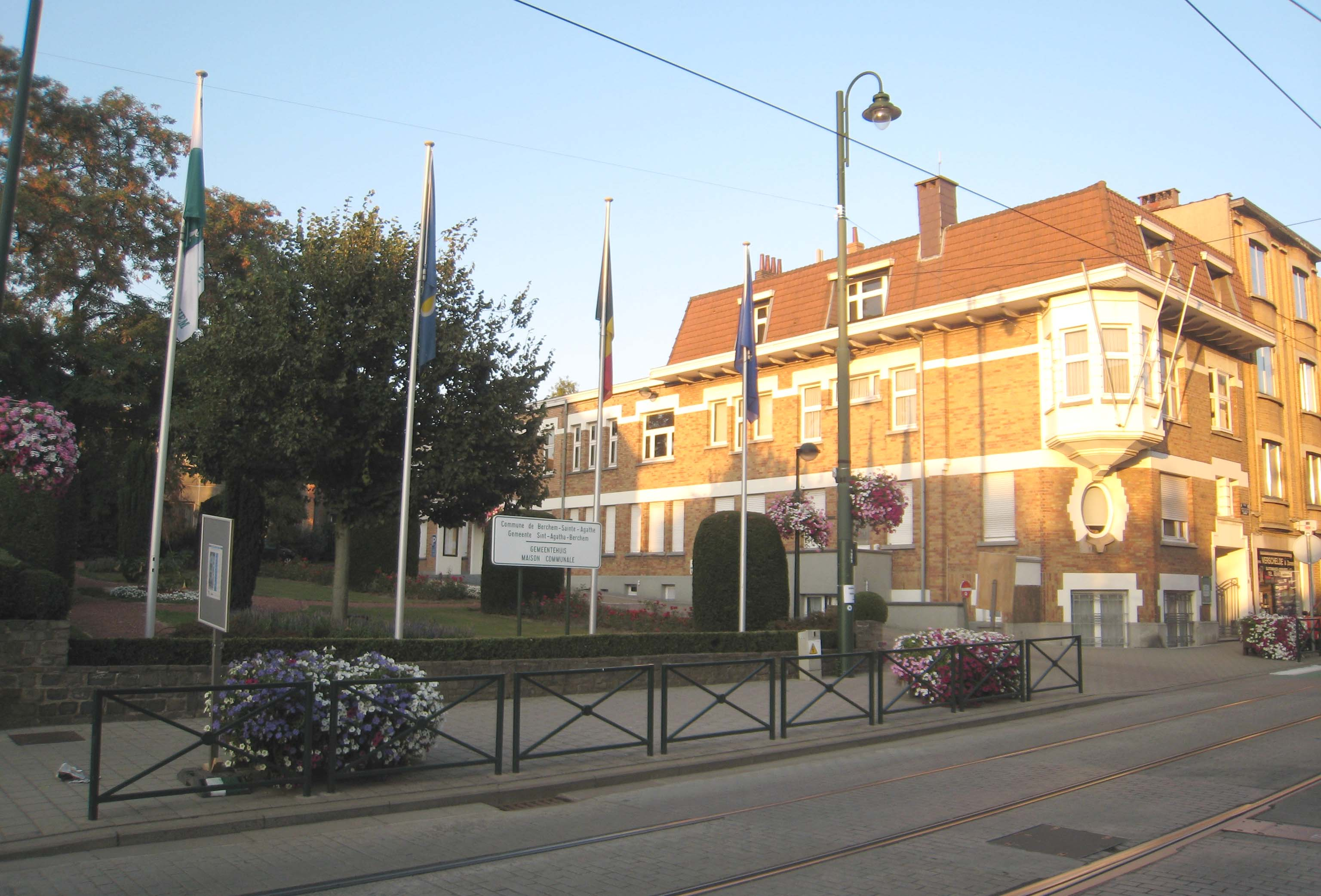
베르켐생타가트

베르켐생타가트(프랑스어: Berchem-Sainte-Agathe, 발음: [bɛʁkɛm sɛ̃t aɡat]) 또는 신트아하타베르험(네덜란드어: Sint-Agatha-Berchem, 발음 [sɪnt aːˈɣaːtaː ˈbɛrxɛm] ( 듣기))은 벨기에 브뤼셀 수도 지역을 구성하는 19개 지방 자치체 가운데 하나로 면적은 2.95km2, 인구는 22,931명(2013년 1월 1일 기준), 인구 밀도는 7,800명/km2이다.

시기
시 문장